# Ґалкі (Венґровський повіт)
Ґалкі (пол. Gałki) — село в Польщі, у гміні Ґрембкув Венґровського повіту Мазовецького воєводства.
Населення — 236 осіб (2011).
У 1975-1998 роках село належало до Седлецького воєводства.

## Демографія
Демографічна структура станом на 31 березня 2011 року:
|          | Загалом | Допрацездатний вік | Працездатний вік | Постпрацездатний вік |
| -------- | ------- | ------------------ | ---------------- | -------------------- |
| Чоловіки | 128     | 28                 | 85               | 15                   |
| Жінки    | 108     | 27                 | 62               | 19                   |
| Разом    | 236     | 55                 | 147              | 34                   |